# Burni Tri
Burni Tri är ett berg i Indonesien.   Det ligger i provinsen Aceh, i den västra delen av landet, 1 600 km nordväst om huvudstaden Jakarta. Toppen på Burni Tri är 687 meter över havet, eller 61 meter över den omgivande terrängen. Bredden vid basen är 0,67 km.
Terrängen runt Burni Tri är bergig söderut, men norrut är den kuperad.Runt Burni Tri är det mycket glesbefolkat, med 3 invånare per kvadratkilometer. I omgivningarna runt Burni Tri växer i huvudsak städsegrön lövskog.